# 埃格赛姆
埃格赛姆（法語：Ergersheim，发音：[ɛʁgəʁsaim]；阿尔萨斯语：Arische）是法国下莱茵省的一个市镇，属于莫尔塞姆区和莫尔塞姆县（Molsheim）。该市镇总面积6.51平方公里，2009年时的人口为1127人。

## 人口
埃格赛姆人口变化图示